# Lissonota hungarica
Lissonota hungarica là một loài tò vò trong họ Ichneumonidae.